# Шахрак-э-Шедра
Шахра́к-э-Шедра́, или Шедра́, или Садра́ (перс. شهرك صدرا‎) — небольшой город на юге Ирана, в провинции Фарс. Входит в состав шахрестана  Шираз.

## География
Город находится в центральной части Фарса, в горной местности юго-восточного Загроса, на высоте 1 890 метров над уровнем моря.
Шахрак-э-Шедра расположен на расстоянии приблизительно 15 километров к северу от Шираза, административного центра провинции и на расстоянии 655 километров к юго-юго-востоку (SSE) от Тегерана, столицы страны.

## Население
На 2006 год население составляло 9 949 человек; в национальном составе преобладают персы, в конфессиональном — мусульмане-шииты.